# Mathias Mertens

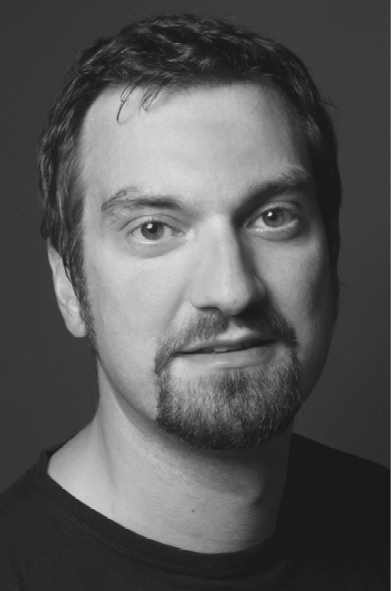
Mathias Mertens (2006)

Mathias Mertens (* 30. September 1971 in Hameln) ist ein deutschsprachiger Autor und Dozent für Medienwissenschaft.

## Leben
Mertens studierte Germanistik, Anglistik und Theater-, Film- und Fernsehwissenschaften in Köln und Hannover sowie Buch- und Medienpraxis in Frankfurt am Main. Von 1992 bis 1994 war er Mitglied der Kölner Autorenwerkstatt, von 1996 bis 1999 Mitorganisator und Moderator des „Literarischen Salons“ in Hannover. Nach seiner Promotion arbeitete er als Dozent für Medienwissenschaften an der Universität Hildesheim, wo er sich 2008 mit Studien zur Ästhetik des Computerspiels habilitierte und von 2008 bis 2012 eine Professur für Medienästhetik am Institut für Medien und Theater vertrat. 2013 und 2014 vertrat er eine Professur für Medienkulturwissenschaft am Institut für Medienkultur und Theater der Universität Köln. Neben seiner Forschungs- und Lehrtätigkeit ist er Autor zahlreicher Artikel und Essays zur digitalen Kultur, außerdem Gründer der Steinerei, des ersten deutschen Brickfilm-Festivals, das seit 2005 jährlich stattfindet. Mertens Interessen umfassen auch die Luftgitarre: Er forscht nicht nur zum Thema, sondern richtet auch die deutsche Meisterschaft im Luftgitarrespielen aus und tritt selbst regelmäßig als Luftgitarrist auf.

## Werke
- Kaffeekochen für Millionen. Die spektakulärsten Ereignisse im World Wide Web. Frankfurt a. M.: Campus, 2006. ISBN 3593380250.
- Figurationen von Autorschaft in Öffentlichkeit und Werk von Günter Grass. Dissertation. Weimar: VDG, 2005. ISBN 3897394855.
- Wir waren Space Invaders. Geschichten vom Computerspielen. Frankfurt: Eichborn, 2002. ISBN 3-9810685-0-5.
- Forschungsüberblick „Intermedialität“. Hannover: Revonnah Verlag, 2000. ISBN 3-927715-64-6.
- Bunuel, Bachtin und der karnevaleske Film. Weimar: VDG, 1999. ISBN 3-89739-068-X.
- Gott ist tot, und es wäre doch schön, wenn jemand einen Plan hätte. Tobias O. Meißners Starfish Rules. Hannover: Wehrhahn Verlag, 1998. ISBN 3-932324-52-8.

Als Herausgeber
- flow aus spielen: Optimale Erfahrungen durch Computerspiele. blumenkamp 2012.
- Statusmeldungen: Schreiben in Facebook. blumenkamp 2010.
- Peine, Paris, Pattensen: Literarische Erhebungen im flachen Land. Festschrift zum 60. Geburtstag des Landes Niedersachsen. Wallstein 2006.
- Jahrbuch für Kulturwissenschaften und ästhetische Praxis: Vergegenwärtigung. Francke 2010.
- Medien Diskurs Geschichte. Festschrift für Jan Berg. blumenkamp 2009.
- Ladezeit: Andere Geschichten vom Computerspielen. Göttingen: Blumenkamp, 2008. ISBN 978-3981068535.